# Mauro Favilla
Mauro Favilla (Lucca, 5 gennaio 1934 – Lucca, 16 marzo 2021) è stato un politico italiano.

## Biografia
Laureato in economia e commercio all'Università di Pisa e iscritto nell'albo dei dottori commercialisti e dei revisori, fu per molti anni professore di ragioneria.
Esponente della Democrazia Cristiana, ricoprì per anni le cariche di consigliere comunale e di assessore del comune di Lucca, fu sindaco della città per tre mandati dal 1972 al 1985 e poi per alcuni mesi nel 1988.
Eletto senatore della Repubblica nel 1987, fu confermato per tre mandati fino al 1996 e ricoprì gli incarichi di presidente della commissione bicamerale per la riforma dei testi unici tributari e di presidente della commissione finanze e tesoro del Senato.
Aderisce poi al Centro Cristiano Democratico, con cui viene candidato alle elezioni europee del 1999, senza risultare eletto. In seguito passa a Forza Italia.
Alle elezioni amministrative del 2007 fu eletto ancora una volta sindaco della città di Lucca come rappresentante del centrodestra.
Si ricandidò alle successive elezioni del 2012, arrivando terzo e non accedendo così al ballottaggio. Gli succedette quindi Alessandro Tambellini, candidato del centrosinistra.
È morto il 16 marzo 2021 a Lucca a 87 anni, dopo aver contratto il COVID-19 che aveva aggravato alcune patologie pregresse.